# Linea 17 (metropolitana di Parigi)
La linea 17 (in francese ligne 17) è una linea della metropolitana di Parigi, attualmente in costruzione, che servirà i sobborghi nord-orientali della città di Parigi, nel dipartimento di Senna-Saint-Denis. Realizzata come parte del Grand Paris Express, sarà aperta in tre fasi tra il 2026 e il 2030.

## Storia
Il 6 marzo 2013 il primo ministro Jean-Marc Ayrault presentò pubblicamente la nuova versione del Grand Paris Express, nella quale comparve per la prima volta la linea 17, che andava a sostituire parte della linea rossa presente nella precedente versione del progetto risalente al 2011. Il 14 febbraio 2017 la costruzione della linea venne dichiarata di pubblica utilità.
I lavori di costruzione della sezione tra Saint-Denis-Pleyel e Bourget-Aéroport furono avviati nel settembre 2019. Il completamento della prima tratta è previsto per il 2026, mentre quello delle altre due tratte (Le Bourget Aéroport–Parc des Expositions e Parc des Expositions–Le Mesnil-Amelot) per il 2028 e 2030.